# Natalia Oreiro
Natalia Marisa Oreiro Iglesias (phát âm tiếng Tây Ban Nha: [naˈtalja oˈɾejɾo]; sinh ngày 19 tháng 5 năm 1977) là một nữ ca sĩ, diễn viên và nhà thiết kế thời trang người Uruguay. Oreiro bắt đầu sự nghiệp của mình trong telenovela. Từ năm 2008, cô chuyển sang làm việc trong các bộ phim. Oreiro đã làm việc trên các chương trình và sự kiện nhận thức xã hội cho các tổ chức như Greenpeace và UNICEF, sau này họ đã chỉ định cô làm đại sứ cho Argentina và Uruguay vào tháng 9 năm 2011. Cô đã được đưa vào danh sách "The Sexiest Woman Alive Atlas" của tạp chí Esquire.

## Cuộc đời và sự nghiệp

### 1977–2000: Đầu đời và sự nghiệp
Natalia Oreiro là con gái của Carlos Florencio Oreiro Poggio và Mabel Cristina Iglesias Bourié. Natalia học kịch năm 8 tuổi và lúc 12 tuổi đã bắt đầu thử vai cho quảng cáo. Khi còn ở tuổi thiếu niên, cô đã xuất hiện trong hơn 30 quảng cáo truyền hình cho các nhãn hiệu thương mại như Coca-Cola, Pepsi và Johnson & Johnson. Năm 16 tuổi, cô chuyển đến Argentina để làm việc ở đó và giải phóng tham vọng trở thành một ngôi sao. Cô làm việc với tư cách là một MTV VJ và vào năm 1995, cô đã giành được một vai trong vở opera xà phòng Dulce Ana. Sau đó, cô được chọn tham gia bộ phim truyền hình 90-60-90 modelos (1996) và tiếp theo trong Ricos y famosos (1997, đóng vai Valeria). Tiếp theo, cô tham gia bộ phim Argentina Un Argentino en New York (1998). Sau bộ phim, Natalia ra mắt album đầu tiên, Natalia Oreiro và đĩa đơn "Cambio Dolor" đã trở thành chủ đề mở đầu cho dự án diễn xuất tiếp theo của cô, chương trình Muñeca Brava (1998 với vai Muñeca Brava), Natalia đã được đề cử hai lần (cả 1998 và 1999) cho Giải thưởng Martín Fierro vì diễn xuất xuất sắc trong vai chính.
Vào tháng 1 năm 2000, Natalia được đặt tên là "Người nổi tiếng của thế kỷ" bởi kênh truyền hình E!. Cô trở nên nổi tiếng ở Nga và Israel do thành công của Muñeca Brava và thậm chí còn được mời đóng vai chính trong một bộ telenovela của Nga. Ở Israel, cô đã biểu diễn nhiều lần trên các sân khấu lớn và trên nhiều chương trình truyền hình, cô giành giải nữ diễn viên telenovela hay nhất và bài hát chủ đề hay nhất ("Cambio Dolor") của giải thưởng "VIVA 2000". Vào năm 2002, Truyền hình cáp Israel đã có một cuộc thi trực tiếp vào buổi tối, trong đó cô là khách mời danh dự.

### 2000–2005: Tu Veneno và Turmalina
Cô theo đuổi sự nghiệp âm nhạc với album tiếp theo Tu Veneno. Thành tựu lớn của Natalia tại lúc này là buổi biểu diễn âm nhạc của cô ở Chile tại Viña del Mar Festival 2000, sự kiện mà cô đã được trao vương miện Nữ hoàng. Album đã ghi được một đề cử giải Grammy Latin 
cho Album giọng pop xuất sắc nhất.
Vào ngày 1 tháng 6 năm 2002, album phòng thu thứ ba của cô Turmalina được phát hành bởi BMG Ariola. Turmalina sản xuất bởi nhà thu âm Kike Santander, phần giai điệu có sự kết hợp của rock, pop và một số loại nhạc gợi nhớ đến âm thanh của thập niên 50, 60. Trong album này, Oreiro viết và sáng tác các bài hát: "Alas De Libertad", lấy cảm hứng từ những đứa trẻ mà cô đã gặp cách đây một thời gian tại thành phố của Jujuy, Argentina; bài "Mar", kể câu chuyện tình yêu giữa chàng thủy thủ và cô bạn gái; "Que Digan Lo Que Quieran" là đĩa đơn đầu tiên trong album Turmalina, Natalia cũng đóng góp vào lời bài hát "Cayendo". Bài hát chính thức của World Cup 2002 Uruguay "Pasión Celeste", được thu âm với Fredy Bessio. "Cuesta arriba, cuesta abajo" là bài hát mở đầu của vở opera Kachorra (Runaway Lady).
Vào tháng 3 năm 2003, cô bắt đầu quay bộ phim thứ hai là Cleopatra cùng với Norma Aleandro, Leonardo Sbaraglia và Héctor Alterio, với đạo diễn Eduardo Mignogna. Giữa năm 2003, cô có chuyến tham quan tới Đông Âu và Mỹ Latinh. Vào 1 tháng 3 năm 2004, cô bắt đầu quay bộ phim El Deseo.

### 2006–2014: Sos mi vida, chuyển đến rạp phim và công việc khác
Năm 2006, cô tham gia với tư cách là nữ võ sĩ quyền anh Esperanza Munoz, một vai diễn từ bộ telenovela Sos mi vida cùng với bạn diễn Facundo Arana. Bộ phim được đạo diễn bởi Rodolfo Antúnez và Jorge Bechara, bắt đầu phát sóng bởi Canal 13 vào ngày 16 tháng 1 năm 2006 và kết thúc vào ngày 9 tháng 1 năm 2007. Trong thời gian phát sóng, bộ phim đã nhận đánh giá trung bình 26,9 điểm, và cuối cùng là phim truyền hình của Argentina được xem nhiều nhất từ trước đến nay, cho đến khi bị Valientes soán ngôi vào năm 2009, được viết bởi Ernesto Korovsky và Sebastian Parrotta. Sos mi vida đã giành được bốn giải Martín Fierro và ba giải Clarín.
Vào ngày 30 tháng 4 năm 2008, Oreiro đóng vai chính trong Amanda O, một loạt phim truyền hình trực tuyến ở Argentina, được sản xuất bởi Dori Media Group. Đây là vở opera xà phòng đầu tiên từng được đăng công khai trên mạng, thu hút sự chú ý của hơn 550.000 người dùng trên Novebox.com từ Argentina, Uruguay và Paraguay trong mùa đầu tiên và mùa thứ hai. Sau đó, cô đã tham gia bộ phim Las vidas posibles, cùng với Germán Palacios và Ana Celentano, cô được đề cử giải Bạc cho Nữ diễn viên phụ xuất sắc nhất.
Năm 2009, cô đóng chung với Diego Peretti trong Música en espera. Bộ phim được công chiếu tại Buenos Aires vào tháng 3 năm 2009 và đã bán được 235.000 vé. Trong cùng năm đó, cô đã đến thăm một số liên hoan phim quốc tế để giới thiệu bộ phim Francia của đạo diễn Adrián Caetano, trong đó có San Sebastian và những người khác.
Năm 2010, cô tham gia bộ phim Miss Tacuarembó, một vở hài nhạc kịch. Với màn trình diễn của mình, cô đã nhận được giải thưởng Iris cho Nữ diễn viên xuất sắc nhất. Oreiro cũng tham gia vào các buổi nhạc phim, biểu diễn tất cả bài hát. Trong cùng năm đó, cô đã trình bày Se dice de mí, một chương trình nhằm nâng cao nhận thức về quyền phụ nữ.
Nửa đầu năm 2011, cô đóng chung với Daniel Hendler trong My First Wedding, một bộ phim hài của đạo diễn Ariel Winograd.
Năm 2012, cô bắt đầu với Lynch, một bộ phim được sản xuất ở Colombia và phát sóng khắp châu Mỹ Latinh. Cùng năm, bộ phim Clandestine Childhood, phát sóng khi trong giai đoạn cuối của thời kỳ độc tài ở Argentina, đã được chọn để cạnh tranh cho một đề cử hạng mục phim nước ngoài hay nhất về giải Oscar năm 2013. Với vai của mình trong bộ phim này, Oreiro đã giành giải Bạc Condor và Giải thưởng Khoa học & Nghệ thuật Điện ảnh Argentina cho nữ diễn viên xuất sắc nhất. Cuối năm 2012, cô trở lại sân khấu và biểu diễn trong Superdiscoteca của Lễ hội thập niên 90.